# Gephyrocrinus messingi
Gephyrocrinus messingi is een zeelelie uit de familie Hyocrinidae.
De wetenschappelijke naam van de soort werd in 2011 gepubliceerd door Michel Roux & Philip Lambert.